# Alto de San Lorenzo
Alto de San Lorenzo är en ort i Mexiko.   Den ligger i kommunen Tuxpan och delstaten Veracruz, i den sydöstra delen av landet, 250 km nordost om huvudstaden Mexico City. Alto de San Lorenzo ligger 21 meter över havet och antalet invånare är 123.
Terrängen runt Alto de San Lorenzo är platt. Runt Alto de San Lorenzo är det ganska tätbefolkat, med 86 invånare per kvadratkilometer. Närmaste större samhälle är Tuxpan de Rodríguez Cano, 14,0 km söder om Alto de San Lorenzo. Trakten runt Alto de San Lorenzo består huvudsakligen av våtmarker.